# Георги Петров (политик)
Вижте пояснителната страница за други личности с името Георги Петров.
Георги Панайотов Петров е български политик от Националлибералната партия.

## Биография
От 1908 година е член на Националлибералната партия. През 1910 година завършва Одринската българска мъжка гимназия, а през 1915 година и Софийският университет с право. От 1920 година е член на Върховния партиен съвет и на Организационния комитет на Националлибералната партия. От 1931 до 1932 е министър на търговията, промишлеността и труда. През 1933 година отделя Националлиберална партия, която се противопоставя на Народния блок. През 1945 се опитва да възстанови партията, но не успява и е репресиран от Отечествения фронт.